# Michael Berryman
Michael Berryman (*4. září 1948 Los Angeles, Kalifornie) je americký herec, jenž je známý pro svůj charakteristický nezaměnitelný vzhled. Ten je výsledkem vzácné genetické nemoci, která zastavuje růst vlasů, nehtů nebo zubů. Berryman účinkoval v několika hororových filmech a B filmech, nicméně jeho jméno příliš známé není. Objevil se např. ve filmech The Hills Have Eyes, Přelet nad kukaččím hnízdem, Weird Science, Ed Gein: The Butcher of Plainfield. Také si zahrál humornou roli ve Vyvržencích pekla (The Devil's Rejects). Od roku 1970 je ikonou horrových filmů, v nichž obvykle hraje šílené zabijáky.[zdroj?]